# Chloroclystis mira
Chloroclystis mira là một loài bướm đêm trong họ Geometridae.